# Lukas Beeler
Lukas Beeler (* 7. März 1993 in Einsiedeln) ist ein Schweizer Schauspieler.

## Leben
Lukas Beeler wuchs in Einsiedeln auf. Zwischen 2016 und 2020 studierte er Schauspiel an der Hochschule für Musik, Theater und Medien Hannover. Während seiner Studienzeit gastierte er auf Kampnagel und am Schauspiel Hannover. 2020 und 2023 war er festes Ensemblemitglied am Deutschen Theater Göttingen. Dort arbeitete er mit Regisseuren wie Christoph Mehler, Matthias Reichwald, Moritz Beichl und Annette Pullen zusammen. Seit der Spielzeit 2023/24 ist er am Theater Dortmund unter der Intendanz von Julia Wissert engagiert.
Beeler lebt in Dortmund.

## Theater (Auswahl)
- 2018: Krasshüpfer, Inszenierung: Wera Mahne, Schauspiel Hannover[5]
- 2020: Wie mir der Wahnsinn die Welt erklärte nach Dita Zipfels, Regie: Dominique Enz, Kampnagel Hamburg
- 2020: Macht's Gut, Regie: Woody Mues, Kampnagel Hamburg
- 2020: Die fürchterlichen Fünf nach Wolf Erlbruch, Regie: Selina Girschweiler, Deutsches Theater Göttingen[6]
- 2020: Die Früchte des Zorns von John Steinbeck, Regie: Christoph Mehler, Deutsches Theater Göttingen
- 2021: Alles muss Glänzen von Noah Haidle, Regie: Isabel Osthues, Deutsches Theater Göttingen[7]
- 2021: Hiob von Joseph Roth, Regie: Matthias Reichwald, Deutsches Theater Göttingen[8]
- 2021: Der Schimmelreiter von Theodor Storm, Regie: Daniel Foerster, Deutsches Theater Göttingen[9]
- 2021: Der satanarchäolügenialkohöllische Wunschpunsch von Michael Ende, Regie: Moritz Beichl, Deutsches Theater Göttingen[10]
- 2022: Das letzte Haus vom Ensemble des Deutschen Theater Göttingen und Prinzip Gonzo, Regie: Prinzip Gonzo, Deutsches Theater Göttingen[11]
- 2022: Pardauz! Schnupdiwup! Klirrbatsch! Rabum!. von Rebekka Kricheldorf und Hannah Zufall, Regie: Annette Pullen, Deutsches Theater Göttingen[12]

## Filmografie (Auswahl)
- 2018 Tranquillo[13]
- 2019 Aktenzeichen XY... ungelöst[14]